# لينيا (تشاد)
لينيا هي مدينة في تشاد ، وتقع على بعد 30 كم شرق نجامينا . وهي معروفة بسوقها الكبير. وهي أيضًا محافظة فرعية تابعة لمنطقة شاري باقرمي.